# Javiera Reyes Jara
Javiera Paz Reyes Jara (29 de mayo de 1990) es una ingeniera comercial, economista, con un magíster en marketing, y política chilena, militante del Partido Comunista de Chile (PCCh). Desde junio de 2021 ejerce como alcaldesa de la comuna de Lo Espejo.

## Biografía y familia
Es la segunda hija del matrimonio entre Raúl Reyes y Damaris Jara, ambos contadores auditores de profesión. Cursó sus estudios en colegios de la Compañía de María. Su abuelo paterno era militante del Partido Socialista. 
Durante su infancia y adolescencia practicó natación junto a su hermana, para luego seguir de forma competitiva. Fue campeona a nivel nacional, y también estuvo en eventos de natación a nivel sudamericano.
Ingresó a la Facultad de Economía y Negocios (FEN) de la Universidad de Chile en el año 2009, donde se tituló como ingeniera comercial con mención en Economía. En 2017 realizó un mágister en marketing en la Universidad de Chile.
Se define como feminista. Comenzó su militancia política activa en las Juventudes Comunistas en el año 2011, hasta el año 2019, cuando es promovida al Partido Comunista.

## Carrera política

### Comienzos
En sus primeros años de universidad fue parte de una generación de jóvenes líderes en la Facultad de Economía y Negocios, en donde se formó junto a Irací Hassler, Javiera Petersen, Nicolás Bohme, entre otros. De ese grupo, hoy varias personas son figuras políticas y tienen cargos de representación.
Como estudiante de la Facultad de Economía y Negocios de la Universidad de Chile, ejerció el cargo de consejera en el centro de estudiantes en el año 2013; luego fue la primera presidenta comunista del centro de estudiantes en el año 2014. Posteriormente, fue elegida vicepresidenta de la Federación de Estudiantes (FECh) en los períodos 2015 y 2016.
Fue candidata a diputada por el distrito 13 en el año 2017, donde obtuvo 1,47% de los votos. Luego empezó su trabajo como encargada territorial del diputado electo Guillermo Teillier, entre los años 2017 y 2021.

### Alcaldesa de Lo Espejo
Luego de su trabajo territorial con distintas organizaciones sociales de la comuna, se presentó a las elecciones municipales del 15 y 16 de mayo del 2021. Tras la votación logró el puesto de alcaldesa de la comuna con 8.531 votos (23,44%). Asumió sus funciones el 28 de junio del 2021, convirtiéndose en la primera alcaldesa mujer de la comuna. Sucedió a Miguel Bruna, quien había ejercido durante dos períodos.
Javiera Reyes recibió el municipio al borde de la quiebra. La gestión cuenta con un presupuesto anual de 17 mil millones de pesos, pero la municipalidad tiene que asumir una deuda heredada de 4 mil millones.
El 26 y 27 de octubre de 2024, Javiera Reyes Jara fue reelecta como alcaldesa por Lo Espejo con un 57,5% de los votos y tras la participación de un 84,53% del total de votantes habilitados para sufragar.La victoria fue alcanzada gracias a los 34.606 votos que optaron por la alcaldesa comunista, el número de votos más alto en la historia eleccionaria de Lo Espejo desde su creación oficial el 20 de mayo de 1991.
El resultado más alto hasta entonces lo había ostentado el exalcalde demócratacristiano, Carlos Inostroza Ojeda, quien obtuvo cerca de 20 mil votos en 2004, número que fue ampliamente desplazado por las elecciones de noviembre de 2024, donde la alcaldesa Javiera Reyes se posicionó como la líder comunal con mayores votos en la historia de Lo Espejo. En el contexto de la región, Javiera Reyes logró posicionarse como una de las figuras del pacto oficialista más validada al ser la segunda alcaldesa que apoya al gobierno de Gabriel Boric con mayor cantidad de votos de la Región Metropolitana de Santiago.

## Historial electoral

### Elecciones parlamentarias de 2017
- Elecciones parlamentarias de 2017, candidata a diputada por el distrito 13 (El Bosque, La Cisterna, Lo Espejo, Pedro Aguirre Cerda, San Miguel y San Ramón)[11]

| Candidato                    | Pacto                    | Partido     | Votos  | %     | Resultado |
| ---------------------------- | ------------------------ | ----------- | ------ | ----- | --------- |
| Guillermo Teillier del Valle | La Fuerza de la Mayoría  | PCCh        | 28 759 | 11,73 | Diputado  |
| Tucapel Jiménez Fuentes      | La Fuerza de la Mayoría  | PPD         | 22 595 | 9,22  | Diputado  |
| Eduardo Durán Salinas        | Chile Vamos              | RN          | 19 681 | 8,03  | Diputado  |
| Cristhian Moreira Barros     | Chile Vamos              | UDI         | 18 098 | 7,38  | Diputado  |
| Daniel Melo Contreras        | La Fuerza de la Mayoría  | PS          | 17 915 | 7,31  |           |
| Macarena Donoso Rojas        | Chile Vamos              | RN          | 14 891 | 6,08  |           |
| Gael Yeomans Araya           | Frente Amplio            | RD          | 13 718 | 5,60  | Diputada  |
| Irma Pérez Llanquín          | Frente Amplio            | PEV         | 11 641 | 4,75  |           |
| Álvaro Pillado Irribarra     | Chile Vamos              | UDI         | 9895   | 4,04  |           |
| Mauricio Carrasco Nuñez      | Frente Amplio            | Ind-PEV     | 9463   | 3,86  |           |
| Loreto Seguel King           | Chile Vamos              | Ind-Evópoli | 8540   | 3,49  |           |
| Rodolfo Seguel Molina        | Convergencia Democrática | PDC         | 7462   | 3,05  |           |
| Iván Fuentes Castillo        | Convergencia Democrática | PDC         | 6642   | 2,71  |           |
| Javiera Reyes Jara           | La Fuerza de la Mayoría  | PCCh        | 4014   | 1,64  |           |

### Elecciones municipales de 2021
- Elecciones municipales de 2021 para la alcaldía de Lo Espejo[12]

| Candidato             | Pacto                         | Partido | Votos | %     | Resultado |
| --------------------- | ----------------------------- | ------- | ----- | ----- | --------- |
| Javiera Reyes Jara    | Chile Digno, Verde y Soberano | PCCh    | 8.531 | 23,43 | Alcaldesa |
| José Silva Díaz       | Independiente                 | Ind.    | 5.062 | 13,90 |           |
| Osman Yeomans Jiménez | Frente Amplio                 | CS      | 4.723 | 12,97 |           |
| Juan Zambrano Duarte  | Independiente                 | Ind.    | 4.677 | 12,85 |           |
| Miguel Bruna Silva    | Independiente                 | Ind.    | 3.716 | 10,21 |           |
| Carlos Gardel Berríos | Unidos por la Dignidad        | PDC     | 3.104 | 8,53  |           |
| Paula Cancino Cancino | Dignidad Ahora                | PI      | 2.794 | 7,67  |           |
| Luis Serey Provoste   | Chile Vamos                   | RN      | 2.121 | 5,83  |           |
| Pedro Mallea Vergara  | Independiente                 | Ind.    | 1.328 | 3,65  |           |
| Manuel Molina Tapia   | Unión Patriótica              | UPA     | 349   | 0,96  |           |